# Pieter de Hoochstraat 80
Pieter de Hoochstraat 80 te Amsterdam is een voormalig schoolgebouw aan de Pieter de Hoochstraat in Amsterdam-Zuid.

## Gebouw 80
In tijden dat hier nog maar weinig stadsbebouwing was werd er op zaterdag 8 oktober 1910 een aanbesteding verricht voor “Het bouwen van een schoolgebouw aan de Pieter de Hoochstraat te Amsterdam.” Voor de aanbesteding kon men contact opnemen met architect Paul de Jongh. Hij had het gebouw ontwerpen voor de Rooms-Katholieke Schoolvereeniging. Niet veel later kon de eerste-steen-legging na een misvierng en het zegenen van de bouwplaats plaatsvinden.   In juli 1911 kon, in de Rooms Katholieke traditie na een misviering, de jongensschool ingezegend en geopend worden. Men sprak destijds van een school met rustige en vriendelijke uitstraling. Bij binnenkomst in de centrale hal zag men twee lokalen waarvan er een bestemd was voor de fröbelklas, die met openslaande deuren toegang tot de centrale binnenplaats bood. De bouw had een optimale indeling zodat de leerlingen en onderwijzers elkaar niet constant in de weg liepen. Opvallend destijds was de monumentale marmeren trap. Men had berekend dat de klassen maximaal 24 leerlingen konden bevatten.   Het gebouw bleef tot zeker in de jaren tachtig een onderwijsfunctie houden. In 1987 was er de Amsterdamse Mode-Akademie Vogue gevestigd   In 1994 was er nog het kinderdagverblijf De Hoogvlieger.
Aan de voorgevel is eigenlijk nauwelijks iets gewijzigd. Boven een gedeeltelijke kelder zijn drie bouwlagen geplaatst afgesloten met kappen en een schilddak. Boven de ingang is nog een tegeltableau te zien. De muren tussen eerste en tweede verdieping hebben eveneens tegeltableaus met natuurmotieven. Het gebouw in een eclectische stijl werd op 31 januari 2023 tot gemeentelijk monument verklaard.

## Gebouw 78
Ten oosten van nr. 80 staat nog een schoolgebouw. Dit gebouw is ontworpen door een veel bekendere architect; Jan Ernst van der Pek. Het was in wezen een bijzonderder school; de architect en zijn vrouw Louise Went gaven er les. Monumentstatus raakte echter uit zicht toen er bovenop een extra verdieping werd geplaatst. 

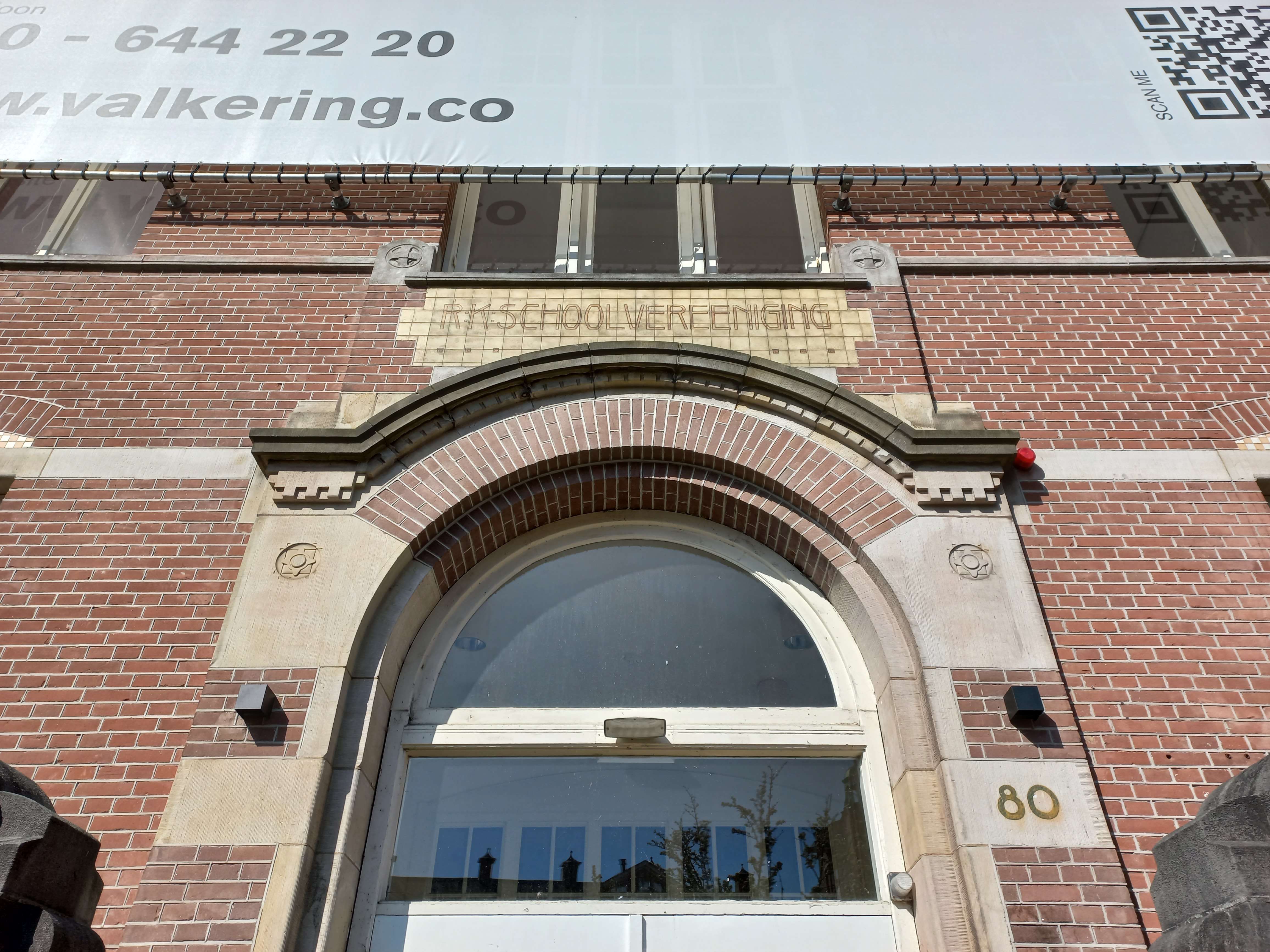
toegang (mei 2023)